# دانشمندان سیستانی
سیستان در سده چهارم و پنجم مرکز دانشمندان جهان اسلام بوده و در این دوران جماعتی از دانشمندان در این منطقه زندگی می‌کردند.
احتمالا این دانشمندان که در حوزه‌های مختلف از جمله دینی، مذهبی، جغرافیا، ستاره شناسی و شعر در منطقه سیستان فعالیت می‌کردند بیش‌از ۵۰۰ نفر بوده‌اند.

## ابراهیم سجزی سیستانی مخترع خط معقلی
ابراهیم سجزی سیستانی، از دانشمندان سیستانی سده اول هجری قمری است. ابراهیم در سال شصت هجری قمری، پانزده حرف از حروف اوستایی در خط «مسند» را، به جای حروفی در خط کوفی، بکار برد. و برای آن اصول و قاعده‌ای ترتیب داد که به مراتب از خط مسند آسانتر بود. بدین ترتیب ابراهیم سجزی مخترع خط معقلی به شمار می‌رود.

## یوسف سجزی سیستانی مخترع خط جلیلی
وی برادر ابراهیم سجزی است که او نیز از دانشمندان معروف سیستان در اوایل اسلام بود وی از خط معقلی دو خط دیگر به نام جلیلی و ثلفثین اختراع نمود که به نوشته ابن ندیم قلم جلیلی پدر تمام اقلام و خطوط اسلامی است که هر کس توانایی نوشتن آن را ندارد. وی علاوه بر دو قلم مذکور، دو قلم دیگر نیز از خط معقلی استخراج کرد و یکی را دیباج و دیگر را سجلات نام نهاد.

## ابو داوود سجستانی
ابو داوود سجستانی، وی زاده‌ی سال ۲۰۲ هجری قمری و درگذشته به سال ۲۷۵ ه‍.ق می‌باشد. بنا به گفته‌ی ابن ندیم، نام اصلی او سلیمان بن اشعث بن اسحاق بن بشیر شداد است.
این فقیه و دانشمند سیستانی، کتب متعددی در فقه، تفسیر و حدیث نگارش  نموده‌ است که مشهورترین آن حدیث السنن است که مشتمل بر پانصد هزار حدیث که چهار هزار و هشتصد حدیث فقط دربارهٔ فقه و تشریع در آن آمده‌ است.
دهخدا در لغت نامه و در خصوص وی چنین می‌نویسد. سلمان بن اشعث بن اسحاق بن بشیر، مشهور به ابو داوود، پیشوای اهل حدیث است.

ابو سلیمان محمد بن طاهر بن بهرام سجستانی از بزرگ‌ترین فلاسفه و منطقیون سده چهارم هجری ایرانی است. برخی از کتبی که نگارش آنها به سجستانی نسبت داده شده‌است به شرح زیر است.
- رساله فی مراتب قوی الانسان
- فی اقتصاص طرق الفضائل
- کلام فی المنطق
- تعالیق حکمیه
- المحرک الاول

## ابو یعقوب محمد سگزی
یعقوب بن احمد سگزی، معروف به بندانه درگذشته به سال ۳۳۱ هجری قمری، از دانشمندان سیستانی سده چهارم هجری است.
مشهورترین کتاب وی کشف المحجوب است که از کتاب‌های فلسفی آن زمان به شمار می‌رفته است. این کتاب شامل هفت مقاله در مورد توحید و به زبان فارسی دری نوشته شده‌ است.
دکتر ذبیح‌الله صفا در کتاب ادبیات ایران و در خصوص موضوع و محتوی کتاب کشف المحجوب چنین آورده است. موضوع این کتاب حکمت است که شامل هفت اصل است که هر اصل و مقالت به چند جستار توحید، خرد، نفس، طبیعت، موجودات روی زمین، نبوت و معاد می‌باشد. 

## ابوحاتم سجستانی
سهل بن محمدبن عثمان بن یزید سجستانی، معروف به ابوحاتم سجستانی از بزرگان علم و ادب، فقه، حدیث و لغت دوران خویش در سیستان بوده است. وی از شاگردان ابوزید بلخی و ابو عبیده و اخفش بوده است..
ابوحاتم نویسنده کتب بسیاری در علم صرف و نحو لغت و شعر است. از شاگردان وی نیز به محمد بن جریر طبری می‌توان اشاره نمود که علم حدیث را نزد ایشان فرا گرفته است.

### نوشته‌ها
- الصیر
- المذکر و المونث
- الشجر والنبات
- المقصور و المعدود
- الشوق الی الوطن
- النحل والعسی
- والفرق بین الادمین و بین کل ذی‌روح
- العمرین (کمبریج انگلستان)
- الوحوش
- الهمزه

## ابو سعید سجزی (ستاره شناس و ریاضی‌دان)
ابوسعیداحمدبن عبدالجلیل سجزی، (وفات:۴۱۴ ه‍.ق) ستاره‌شناس و ریاضی‌دان بزرگ و نامدار ایرانی سده چهارم هجری است که با ابو جعفر احمد ابن محمد صفاری و عضدالدوله معاصر و از اهالی سیستان بوده و در خراسان و شیراز زیسته‌ است.
ابوسعید سجزی از دانشمندانی است که زیج مأمونی را بنیاد کرد و همچنین برای مأمون خلیفه عباسی، رصد خانه‌ای احداث نمود. وی دور کره زمین را محاسبه نمود. به طوری که تفاوت آن با محاسبات کنونی فقط چند متر اختلاف دارد. ابوریحان بیرونی دربارهٔ این اسطرلاب می‌گوید: «از ابوسعید سجزی، اسطرلابی از نو واحد بسط دیدم که شمالی و جنوبی مرکب نبود و آن را اسطرلاب زورقی نامند و او را به جهت آن تحسین نمودم.» 

## ابو سلیمان محمد سجستانی
ابو سلیمان محمد بن طاهر بن بهرام سجستانی از بزرگ‌ترین فلاسفه و منطقیون سده چهارم هجری ایرانی است. برخی از کتبی که نگارش آنها به سجستانی نسبت داده شده است به شرح زیر است.
- رساله فی مراتب قوی الانسان
- فی اقتصاص طرق الفضائل
- کلام فی المنطق
- تعالیق حکمیه
- المحرک الاول

## ابوسلیمان سجستانی
محمد بن طاهر بن بهرام سِجِستانی (سیستانی)، نامور به «منطقی»، اندیشمند، فرزانه (فیلسوف) و باورنگار سده چهارم هجری قمری است. ابوسلیمان بین دوره فارابی و شیخ‌الرئیس ابوعلی سینا می‌زیسته‌ است. از تاریخ درست زادروز او آگاهی در دست نیست، حتی ابن ندیم که از شاگردان او بوده نیز زادروز او را نگفته است. دانشنامه ایران و اسلام تاریخ تقریبی زادروز او را ۲۹۱ خورشیدی (۳۰۰ ق) دانسته است. او در سیستان زاده شده است، اما پیشینه زندگی دانشی‌اش را در بغداد سپری کرد. او در سیستان از پشتیبانی امیر ابوجعفر بانویه (درگذشته ۳۴۱ خورشیدی – ۳۵۲ ق) از نوادگان یعقوب لیث صفاری که فرمانروای دست‌نشانده سامانیان بود و همچنین از پشتیبانی عضدالدوله دیلمی (درگذشته ۳۶۱ خورشیدی – ۳۷۲ ق) در بغداد برخوردار بود. ابوسلیمان در سیستان به فراگیری دانش‌های پایه پرداخت و در بغداد پژوهش‌های خود را دربارهٔ فلسفه یونان کامل کرد. ابوسلیمان یکی از مهم‌ترین اندیشمندان دوران اسلامی است. ویژگی بارز او تنها بودن و سرنوشت تیره و تلخ اوست. با وجود این خانه او در بغداد دیدارگاه و جایگاه چند تن از نخبه‌ترین دانشمندان و فرزانگان آن زمان بوده است. مفاهیم فلسفی که از ابوسلیمان به دست ما رسیده است با رای‌های نوافلاطونیان پیوند جداناشدنی دارد و به گفته ابوحیان توحیدی، حاضران مجلس او هم بر سر این گفته‌ها اتفاق نظر داشتند. از مباحثی که این گروه آن را می‌پسندیدند، یکی رابطه نفس و بدن بوده است و دیگری رابطه خدا با جهان. ابوسلیمان در میان رای‌ها ش گونه‌ای عرفان عقلی را رواج می‌داد. این حرکت معرفت‌شناختی با تهذیب اخلاقی آغاز می‌شده و با اشراق فکری به اوج می‌رسیده‌است.
علم و منطق را نزد ابوبشر متی بن یونس منطقی نصرانی و ابوزکریا یحی بن عدی منطقی، تحصیل کرده است. او بعضی از رسائلش را به نام عضدالدوله دیلمی نگارش کرده است. از شاگردانش هم می‌توان به ابوحیان توحیدی حکیم و نویسنده اشاره کرد.
جوئل.ل.کرمر (joel.l.kremer) از دانشمندان غربی عصر حاضر در کتابی تحت عنوان «فلسفه در عصر نوزایش اسلامی» می‌گوید: ابوسلیمان سجستانی (سیستانی) نقش بسیار زیادی در انتقال میراث فرهنگی یونان باستان در گستره فرهنگی ایرانی و اسلامی داشته‌ است.رسالات سه‌گانه(در انتهای صوان الحکمة) او را جوئل کرمر در کتاب خود به انگلیسی ترجمه کرده و منتشر نموده در ایران جناب آقای محمد سعید حنایی کاشانی مترجم کتاب کرمر آنها را با مطابقت با نسخه عربی منتشر کرده است و در اختیار قرار داده است. حسن ترجمه حنایی کاشانی توضیحات  مفصلی است که به فهمیدن کمک می‌کند.

### نوشته‌ها
- صوان الحکمه (مهمترین اثر برجای مانده از وی)
- رسایل سه گانه زیر در انتهای کتاب صوان الحکمه آمده اند
- رساله فی المحرک الاول در باب

ماهیت محرک اول بحث میکند و نتیجه میگیرد که محرک اول در فیزیک تا دورترین نقطه محیط محرک است اما متفاوت با محرک در متافیزیک است که اصل نهایی فراتر از تمام اشکال است
رساله فی آن الاجرام العلویه ذوات انفس الناطقه
درباره عوالم بالاتر تفاوت آنها از عناصر اربعه و روح که به عنوان عامل حرکت آنها عمل می کند و باعث ارتباط آنها با محرک اول  هست بحث کرده است او استدلال می کند که حرکت ویژگی ذاتی طبیعت است مشابه بیان فلاسفه آیی مانند اسکندر افرودویسی  جان فیلو پتوس و ملاصدرا( همانطور که در اصل حرکت جوهری او دیده می‌شود) 
رساله فی الکمال الخاص بنوع الانسان
به بررسی رابطه بین اصل نهایی و فردی می پردازد که صلح هماهنگی در جهان را برقرار می‌کند و به عدالت حکم می راند.

### صوان الحکمة
مهم‌ترین اثر برجای مانده از سجستانی صوان الحکمة نام دارد. این کتاب به معرفی فیلسوفان یونانی و اسلامی و دیدگاه‌های آنان می‌پردازد. شگفت آن است که در این متن برگزیده، شرح حال خود ابوسلیمان نیز به چشم می‌خورد؛ با تعابیری که بر پایه آنها نمی‌توان این قسمت را «زندگینامه خود نوشت» به‌ شمار آورد. بر این اساس، به نظر می‌رسد این بخش از افزوده‌های کسی باشد که به تخلیص کتاب اصلی پرداخته‌ است.

## ابن حبان
ابوحاتم، محمّد بن حِبّان بُستی (۸۸۳–۹۶۵م) محدث برجستهٔ ایرانی-سجستانی بود. از استادان برجسته‌اش ابوبکر ابن خزیمه بود و ابوعبدالله حاکم نیشابوری از او روایت کرد. حاکم همچنین ذکر می‌کند که او مدتی قاضی نسا بوده و به به علوم گوناگونی مثل پزشکی، اخترشناسی و فلسفه نیز پرداخته‌ است. حاکم شگفتی خود را از این امر بیان کرده و نوشت که معمولاً علمای حدیث به این علوم نمی‌پرداخته‌اند. همچنین ابن حبان مدتی قاضی سمرقند بوده‌ است. چند اثر برجسته از ابن حبان به‌جای مانده است.

### آثار
- التفاسیم و الانواع
- الثقات
- الضعفاء
- فقه الناس
- تاریخ الکبیر
- المسند الصحیح

## محمد بن کرام
ابو عبدالله محمد بن کرام سجستانی (زاده ۱۹۰ در زرنگ سیستان - درگذشته ۲۵۵ هـ. ق در رمله) عالم، فقیه، عارف و محدّث سده سوم و بنیانگذار فرقهٔ کرامیه بود.

### زندگی‌نامه
منبع اصلی دربارهٔ زندگی ابوعبدالله محمد بن کرام، شرح حال مفصّل وی در تاریخ نیشابور حاکم نیشابوری  و احتمالاً تاریخ الکرامیه، نوشتهٔ هیصم بن محمد بن عبدالعزیز (متوفی ۴۶۷)، است که نسخه‌ای از کتاب اخیر در دست احمد بن محمد، مشهور به فصیحی خوافی (متوفی ۸۴۵)، بوده  و اصل هیچ یک تا کنون به دست نیامده است. 

## حریز بن عبدالله سجستانی
وی نخستین فقیه شیعی در اسلام است که شیخ توسی در رجال او را در ردیف مصنفان بزرگ شیعه بحساب آورده است. پدرش قاضی سجستان بود.

### نوشته‌ها
- کتاب الزکاه
- کتاب الصلاه
- کتاب الصیام
- کتاب النوادر

## جستار های وابسته
- سیستان
- شاعران سیستانی
- دانشمندان سیستانی